# Giáo đường Do Thái Phố Heydukova
Giáo đường Do Thái phố Heydukova là giáo đường Do Thái duy nhất ở Bratislava, thủ đô của Slovakia. Giáo đường được xây dựng trong giai đoạn những năm 1923 - 1926 trên Phố Heydukova trong Khu Phố Cổ Bratislava. Giáo đường được xây dựng theo phong cách Lập thể, do kiến trúc sư Do Thái người địa phương Artur Szalatnai thiết kế.
Giáo đường Do Thái là một ví dụ điển hình về kiến trúc tôn giáo của Slovakia trong thế kỷ 20. Nơi đây đã được liệt kê là Di tích Văn hóa Quốc gia của Slovakia.
Đây là một trong bốn giáo đường Do Thái đến giờ vẫn đang hoạt động ở Slovakia. Theo lịch sử, đây cũng là một trong ba giáo đường Do Thái từng được thành lập ở Bratislava; hai giáo đường Do Thái còn lại tuy vẫn đứng vững sau Thế chiến 2 nhưng đã bị phá hủy vào những năm 1960. Tòa nhà giáo đường cũng là nơi đặt Bảo tàng Cộng đồng Do Thái Bratislava. Bảo tàng đặt ở tầng trên, thường tổ chức các buổi triển lãm với chủ đề về "Người Do Thái ở Bratislava và Di sản của họ". Các buổi triển lãm mở cửa cho công chúng vào mùa hè.

## Lịch sử
Kiến trúc sư Artur Szalatnai đã được lựa chọn khi chiến thắng trong một cuộc thi nhằm tìm ra bản thiết kế cho dự án xây dựng một giáo đường Do Thái mới. Đây là tác phẩm lớn đầu tiên của Szalatnai sau khi học xong ở Budapest. Vào thời điểm xây dựng, không có ngôi nhà nào ở khu vực phố Heydukova này.
Bên ngoài giáo đường Do Thái có một dãy cột bảy trụ không tháp quay ra phố Heydukova. Lối vào nằm ở phía đông của tòa nhà, từ hành lang nối phố với sân trong. Bên trong giáo đường có một bàn thờ được xây dựng bằng thép và bê tông hiện đại. Bàn thờ được trang trí bằng các chi tiết Lập thể đương đại được kết hợp với các yếu tố lịch sử.